# Мендефера
Мендефера (тигр. መንደፈራ; в минулому — Аді-Угрі) — місто в Еритреї, столиця зоби (провінції) Дебуб. Ім'я «Мендефера» походить від високого пагорба в центрі міста і є об'єктом гордості еритрейців, це означає «ніхто не насмілився» і є згадкою про запеклий спротив місцевих жителів італійському колоніалізму.

## Історія
Мендефера була важливим містом періоду Аксумського царства, хоча була заснована ще в V ст. до н. е. Починаючи з 1959 року було відкопано безліч будинків, хрести, місцеві та римські монети. Багато місць, у тому числі гробниць, ще не досліджувалися.
Нині Мендефера є торговельним містом в родючому регіоні Еритреї.
У місті народився відомий спортсмен, бігун, Зерсенай Тадесе.

## Клімат
Місто знаходиться у зоні, котра характеризується кліматом помірних степів та напівпустель. Найтепліший місяць — червень із середньою температурою 20.7 °C (69.3 °F). Найхолодніший місяць — грудень, із середньою температурою 16 °С (60.8 °F).
| Клімат Мендефери        | Клімат Мендефери | Клімат Мендефери | Клімат Мендефери | Клімат Мендефери | Клімат Мендефери | Клімат Мендефери | Клімат Мендефери | Клімат Мендефери | Клімат Мендефери | Клімат Мендефери | Клімат Мендефери | Клімат Мендефери | Клімат Мендефери |
| Показник                | Січ.             | Лют.             | Бер.             | Квіт.            | Трав.            | Черв.            | Лип.             | Серп.            | Вер.             | Жовт.            | Лист.            | Груд.            | Рік              |
| Середня температура, °C | 16,1             | 17               | 18,8             | 19,8             | 20,5             | 20,7             | 19,2             | 18,8             | 18,7             | 18,1             | 17               | 16               | 18,4             |
| Норма опадів, мм        | 3.8              | 5.7              | 14.5             | 24.9             | 35.8             | 42.2             | 163.9            | 150.1            | 32.4             | 12               | 20.7             | 6.1              | 512.1            |
| Днів з опадами          | 2,5              | 2,5              | 2,9              | 4,2              | 5,9              | 6,6              | 7,9              | 9,1              | 6,1              | 3,8              | 2,2              | 2,1              | 55,8             |
| Вологість повітря, %    | 55.2             | 50.1             | 47.8             | 49.6             | 49.3             | 49.2             | 71.4             | 75.2             | 59.7             | 61.8             | 63.2             | 60.4             | 57.7             |
| ----------------------- | ---------------- | ---------------- | ---------------- | ---------------- | ---------------- | ---------------- | ---------------- | ---------------- | ---------------- | ---------------- | ---------------- | ---------------- | ---------------- |
| Джерело: Weatherbase    |                  |                  |                  |                  |                  |                  |                  |                  |                  |                  |                  |                  |                  |